# Brad Falchuk
Brad Falchuk (1 de marzo de 1971) es un director, guionista y productor de televisión estadounidense. Estudió en Beaver Country Day School, en Newton (Massachusetts).

## Primeros años
Nació en Massachusetts, en una familia de origen judío. Su madre, Nancy Falchuk, fue la presidenta de la Hadassah Women's Zionist Organization of America desde el año 2007 hasta 2011. En la secundaria siempre intentó destacarse entre sus compañeros de clase usando una corbata y declarándose republicano. Jugaba al béisbol, al baloncesto y al lacrosse. Él dijo: "Siempre intentaba verme inteligente, porque no me sentía así"; tenía dislexia no diagnosticada. Asistió a la Hobart and William Smith Colleges hasta 1993 y posteriormente se graduó del American Film Institute en el año 1994.

## Carrera

### Inicios yGlee
Su carrera en la televisión comenzó como escritor para Mutant X de 2001, Earth: Final Conflict (2001-02) y Veritas: The Quest (2003), antes de ser contratado para trabajar en la primera temporada de Nip/Tuck en el año 2003. Mientras trabajaba en Nip/Tuck formó una fuerte amistad con el creador del show, Ryan Murphy. Juntos escribieron el piloto de televisión titulado Pretty/Handsome sobre un ginecólogo transexual que FX compró en 2008, pero no fue elegida como serie.
Cuando Nip/Tuck se acercaba a su sexta y última temporada, Falchuk y Murphy comenzaron a trabajar en un proyecto con un tema más ligero. Se unieron con Ian Brennan, quien había escrito un guion acerca de un coro de escuela secundaria que fue hecho pitch a la Fox Broadcasting Company. Tuvieron éxito y la serie Glee se estrenó en 2009. Falchuk, Murphy y Brennan recibieron dos nominaciones al Writers Guild of America Award por Mejor serie de comedia y Mejor serie nueva.
Después del temprano éxito de Glee, Falchuk firmó un contrato por siete cifras con 20th Century Fox Television por 2 años que incluía tanto su trabajo en Glee como el desarrollo de otros proyectos para el estudio. Glee terminó luego de la sexta temporada que duró desde el 19 de mayo de 2009 al 20 de marzo de 2015.

### Series antológicas yScream Queens
En 2011, fue cocreador de la serie de antología del género horror y drama American Horror Story con su anterior colaborador Ryan Murphy. La serie se estrenó el 5 de octubre de 2011, recibió aclamación de la crítica y nominada a 17 Primetime Emmy en 2012, y a otros 15 en 2013, con Falchuk siendo nominado en ambos años en la categoría de Miniserie o película destacada. En 2014, el show fue nominado a 17 Primetime Emmy, con Falchuk siendo nominado por Guion destacado de una miniserie, película o especial dramático.
Falchuk es productor ejecutivo de American Crime Story junto a Murphy, que salió al aire el 2 de febrero de 2016. Falchuk, Murphy y Brennan también fueron creadores de la serie de temática comedia de terror Scream Queens, que fue lanzada en septiembre de 2015 y finalizó en diciembre de 2016.
Gracias a su trabajo en American Crime Story ha obtenido dos premios Emmy, el primero en 2016 y nuevamente en 2018 por Asesinato de Gianni Versace, ambos en la categoría Outstading Limited Series.
En marzo de 2019, Falchuk firmó un acuerdo por cuatro años con Netflix a través de su compañía productora "Brad Falchuk Teley-Vision" para «desarrollar, escribir, producir y dirigir nuevas series».

## Vida personal
En 1997, como antiguo estudiante del American Film Institute, fundó la organización educativa sin fines de lucro "Falchuk Young Storytellers Foundation", con Mikkel Bondesen y Andrew Barrett, en respuesta a los recortes en los fondos de los programas de artes creativas del distrito escolar unificado de la ciudad de Los Ángeles. Actualmente forma parte de su directorio en el área consultiva.
Su hermano, Evan Falchuk, fundó el United Independent Party y fue un candidato a gobernador para la elección en 2014 del estado de Massachusetts. En 2008, se le diagnosticó en 2008 una grave patología en su espina dorsal. Luego de una cirugía de emergencia, se recuperó por completo. Esto inspiró partes del episodio "Wheels" de Glee.
Su primera esposa fue la productora de televisión Suzanne Bukinik Falchuk, a la que conoció en 1994. Se casaron en 2002 y tuvieron dos hijos: Brody e Isabella. En 2013 ella le pidió el divorcio.
Falchuk comenzó a salir con la actriz Gwyneth Paltrow a comienzos de 2014. Se habían conocido por primera vez en 2010, en el set de Glee. La pareja hizo pública su relación en abril del año 2015 durante la celebración del cumpleaños del actor Robert Downey Jr., tras varios meses de especulaciones. El 8 de enero de 2018, Paltrow y Falchuk se comprometieron. En julio de ese año anuncian que tendrían una boda "pequeña y discreta" en el mes de septiembre, en la propiedad ubicada en The Hamptons, Nueva York de Paltrow. A finales del mes señalado se realizó la ceremonia con amigos cercanos y familiares, cerca del árbol donde están enterradas las cenizas del padre fallecido de Gwyneth, en el patio de su casa.

## Filmografía

#### Créditos como guionista, productor o director
- Mutant X (2001)
- Earth: Final Conflict (2001-2002)
- Nip/Tuck (2003-2010)
- Glee (2009-2015)
- American Horror Story (2011-presente)
- Scream Queens (2015-2016)
- American Crime Story (2016-presente)
- 9-1-1 (2018-presente)
- Pose (2018-2021)
- The Politician (2019)
- 9-1-1: Lone Star (spin-off, 2020-presente)
- American Horror Stories (spin-off, 2021-presente)
- The Brothers Sun (2024)[26]